# Odon Vallet
Odon Pierre Maurice Marie Vallet, sinh ngày 3 tháng 9 năm 1947 tại quận 8, Paris, là một chuyên gia nghiên cứu về tôn giáo người Pháp.

## Tiểu sử

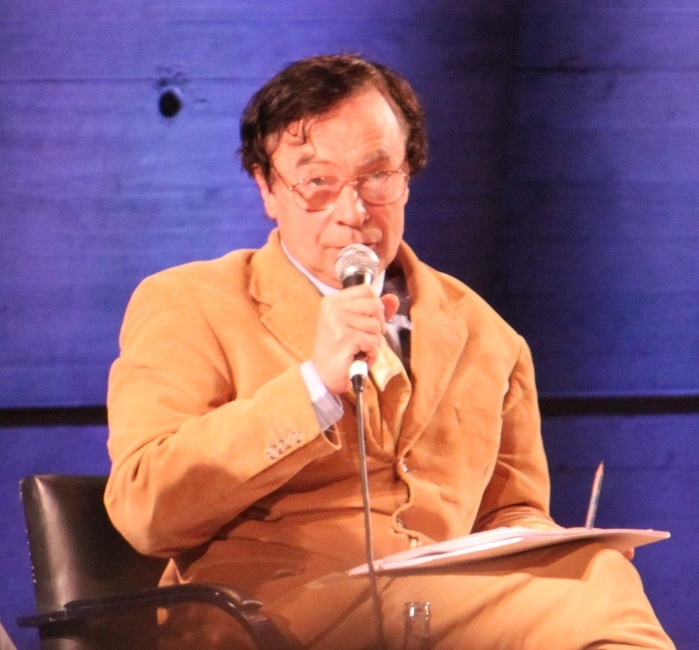
Odon Vallet (ở giữa) tại trường đại học Tài nguyên Đất vào năm 2011

### Gia đình
Odon Vallet là con trai của ông Jean Vallet, người đứng đầu cũ của công ty bảo hiểm GPA-Athéna và bà Aubin de Balanpré. Ông Jean Vallet mất
trong một tai nạn ô tô vào năm 1954, để lại khối tài sản 320 triệu franc (tương đương 69,75 triệu euro vào năm 2010) sau khi công ty được bán vào năm 1989. Số tài sản này sau đó đã được trao lại cho Fondation de France – Fondation Vallet
vào năm 1999.

### Học vấn
Ông đã từng học tiểu học tại trường thiên chúa giáo Bossuet,
sau đó tại trường Montaigne và Louis le Grand. Năm 1964, ông đăng ký học tại trường Briançon, nơi mà ông đã tập luyện nhiều môn thể thao như: đạp xe thể thao, trượt tuyết và leo núi.
Năm 1970, ông tốt nghiệp trường Sciences-Po
Từ năm 1971 đến 1973, ông theo học Trường Hành chính quốc gia
(ENA), khóa François Rabelais
Ông là dự thính viên tại Học viện cao học về Quốc phòng
(Institut des hautes études de Défense nationale, IHEDN) (1982-1983)
Ông được trao sau đó một bằng tiến sĩ về luật và một bằng tiến
sĩ về tôn giáo (1985)

### Sự nghiệp
Giảng viên tại Sciences-Po Paris (1973-1989)
 
Giảng viên tại trường đại học Paris I Panthéon-Sorbonne và trường Paris VII Diderot (từ năm 1990). Từ sau đó, ông giảng dạy văn hóa học (về các vấn đề chính trị và xã hội đương thời) cho Cử nhân Hành chính cộng đồng và cho Thạc sĩ luật cộng đồng.
      
Người sáng lập Fondation Vallet (1999)
Quản lý hành chính của khối GPA (1976-1977), của
Athéna (1977-1989), và của Eurassur (môi giới bảo hiểm) (1990-2002) ; quản
lý (1995-2003) và phó chủ tịch (1998-2003) của ngân hàng Eurofin
Ông Odon Vallet còn là chuyên gia về văn hóa châu Á, vùng Viễn Đông (đặc biệt là Việt Nam) và châu Phi.

## Tổ chức Vallet
Thấy rằng nguồn thu nhập từ việc giảng dạy và viết văn đã thừa
đủ cho nhu cầu của bản thân, Odon Vallet cùng với anh trai Jean-Daniel quyết định thành lập Tổ chức Vallet (Fondation Vallet) vào năm 1999 và quyên góp một phần lớn tài sản thừa kế của mình cho tổ chức này. Nằm dưới sự quản lý của Fondation de France, Tổ chức Vallet trao học bổng cho những học sinh xuất sắc có hoàn cảnh khó khăn ở Paris, Bénin và Việt Nam để họ có thể tiếp tục con đường học tập.
Odon Vallet nói về tổ chức Vallet rằng: « Tôi có
đủ tiền bạc để sống. Vì vậy để tưởng nhớ về người bố đă mất, tôi quyết định
quyên góp tài sản thừa kế cho một lĩnh vực mà tôi hiểu biết rõ: ngành
giáo dục. Thực ra, trước khi trở nên giàu có nhờ công ty bảo hiểm, bố tôi đã gặp
nhiều khó khăn theo đuổi việc học hành. Vì vậy tôi mong muốn dùng số tài sản thừa
kế này để giúp đỡ những sinh viên trẻ gặp hoàn cảnh tương tự. Tôi đưa ra quyết
định này cũng bởi tôi là một giáo viên. » « Tôi hiểu nỗi lo lắng của
một số bạn trẻ không biết tìm kiếm sự giúp đỡ ở đâu, cũng hiểu rằng có một số
giáo viên không thực sự quan tâm đến hoàn cảnh riêng của học sinh.
Tổ chức Vallet có nhiệm vụ giúp đỡ những bạn trẻ có hoàn cảnh
khó khăn theo đuổi việc học tập. Học bổng của tổ chức được trao cho sinh viên của
Học viện Paris, không phân biệt nguồn gốc xuất xứ,đăng ký học tại các Trường Lớn
về nghệ thuật hoặc trường nghệ thuật chuyên nghiệp hoặc trường công nghệ. Học bổng
trị giá 4000 euro được trao cho các sinh viên theo học tại một trong số các trường
lớn sau: École Boulle, Lycée des arts graphiques et des arts du livre
Corvisart - Tolbiac École supérieure des arts appliqués Duperré, École
nationale supérieure des arts appliqués et des métiers d'art (ENSAAMA Olivier
de Serres), École Estienne, École nationale supérieure des arts décoratifs
(ENSAD), École nationale supérieure de création industrielle (ENSCI)9, École
professionnelle supérieure d'arts graphiques (EPSAA - Ville de Paris), Gobelins
– l'École de l’Image, Fondation européenne pour les métiers de l'image et du
son (La Fémis), Lycée Diderot (Paris), Lycée des métiers de la photographie et
de l'image Auguste Renoir (Paris XVIIIe)…
Vào năm 2006, Báo Journal coi ông như là một trong số những
người Pháp hào phóng nhất và xứng đáng được trao tặng « huy hiệu lòng vị
tha »
Năm 2009, Odon Vallet được trao tặng huy hiệu lòng thương người
(Grand Prix) nhờ vào hoạt động nhân đạo của tổ chức Vallet.

## Trích dẫn
« Bố tôi, con của một công nhân, đã phải đi chăn dê
vào năm 12 tuổi; tôi muốn bảo vệ lý tưởng về trường công nơi mà chỉ tiêu lớn nhất
là trí tuệ và túi tiền không phải là một vấn đề. »
Odon Vallet đã gọi giáo hoàng Benoît là một « nhà phản
động xuất chúng » (brillant réactionnaire)
Tác phẩm xuất bản
·        
Les Hautes-Alpes – hommes et nature en montagne, Éditions
Berger-Levrault, 1975.
·        
Culture générale, 1988.
·        
L'École ou De la vanité considérée comme un mode de
gouvernement, 1991.
·        
Femmes et religions — Déesses ou servantes de
Dieu ?, 199412.
·        
L'État et le politique, 1994.
·        
Les Religions dans le monde, 1995.
·        
L'Affaire Oscar Wilde ou Du danger de laisser la
justice mettre le nez dans nos draps, Albin Michel, 1995.
·        
Les Grandes religions d'aujourd'hui, 1998.
·        
Le Honteux et le Sacré, Albin Michel, 1998.
·        
Qu'est-ce qu'une religion ?, Albin Michel, 1999.
·        
Jésus et Bouddha, Albin Michel, 1999.
·        
Une autre histoire des religions, coll. « Découvertes Gallimard », 2000.
·        
Le Cantique des cantiques, 2000.
·        
Hymnes à la Terre-Mère, 2000.
·        
Hymnes au masculin, 2000.
·        
Petit Lexique des idées fausses sur les religions, Albin Michel,
2002; 2008.
·        
L'Évangile des païens, Albin Michel,
2003; 2006.
·        
Dieu a changé d'adresse – Propos d'un pharisien libéré, Albin Michel, 2004.
·        
Petit Lexique des guerres de religion d'hier et
d'aujourd'hui, Albin Michel, 2004.
·        
Petite grammaire de l'érotisme divin, Albin Michel, 2005.
·        
Corps Divins, un livre sur les artistes Pierre et Gilles aux Éditions du Chêne, 2006.
·        
Petit Lexique des mots essentiels, Albin Michel,
2001; 2007.
·        
Dieu n'est pas mort... mais il est un peu malade, 2007.
·        
Dieu et le Village planétaire, 2008.
·        
Les Enfants du miracle – Des milieux les plus
défavorisés jusqu'aux bancs des grandes écoles, Albin Michel, 2009.
·        
Odon Vallet: Biographie philanthropique, avec Guillaume Herbaut
et Guy-Pierre Chomette, Éditions Jean di Sciullo, 2010.
·        
Dieu et les religions en 101 questions-réponses, Albin Michel, 2012.